# Yuquan
Yuquan léase Yi-Chuán (en chino:玉泉区 , pinyin:Yùquán Qū  , en mongol: Юйчуань дүүрэг, transliteración:Iui čiuvan toɣoriɣ , lit:jade y primavera)  es un distrito urbano bajo la administración directa de la ciudad-prefectura de Hohhot en la provincia de Mongolia Interior, República Popular China. 
La región yace en la meseta Hetao (河套) que se podría dividir en dos por el río Dehei (大黑河) , un tributario del Río Amarillo . La primera es la zona norte que pertenece al área urbana y la segunda es la zona sur agrícola.
El distrito está al sur de Huimin  (sede de gobierno local) y es centro cultural y económico en la región, ubicado a 400 kilómetros de Beijing , la línea férrea Beijing-Baotou (京包铁路) pasa por el norte de Huimin. Es un importante puente entre China hacia Mongolia, Rusia y Europa del Este.
Su área total es de 213 km², con una población total de 383 000 habitantes, de los cuales aproximadamente 34 mil son mongoles, es un área multiétnica estando la mongol como la minoría principal.
En octubre de 2018, fue seleccionada como una de las 100 mejores zonas nacionales de innovación de ciencia y tecnología en 2018. 

## Administración
El distrito de Yuquan divide en 9 pueblos que se administran en 8 subdistritos y 1 poblado, a su vez en 49 comunidades, 50 aldeas y 1 parque industrial regional autónomo.

## Historia
Como lugar de nacimiento de Hohhot, la capital de Mongolia Interior, el distrito de Yuquan tiene muchas reliquias culturales y sitios históricos, y tiene un rico patrimonio cultural con una historia de más de 430 años. Está adyacente al distrito de Saihan en el este y adyacente al distrito de Huimin en el norte. 
La ciudad fue construida en el cuarto año del emperador Qianlong de la dinastía Qing (1739) y recibió su nombre por la Ciudad de Suiyuan (绥远城) , una guarnición militar, lo que es hoy el Distrito de Yuquan.
En 1966, pasó a llamarse Xiangyang , y en 1979 pasó a llamarse Yuquan. En julio de 1999, los tres suburbios de Xicaoyuan, Xiaoheihe y Peach Blossom en los antiguos suburbios fueron asignados a una nueva área urbana con integración rural y urbana.

## Recursos
Hay minerales como el oro, plata, hierro, carbón, cobre, mármol, coltán y flogopita. 

## Clima
La ciudad es fría, marcada por veranos calientes y vientos fuertes en primavera. El mes más frío es enero con −11 °C y el más caliente es julio con 22 °C. La temperatura media anual es de 6,7 °C y la precipitación media es de 400 milímetros, con más de la mitad en julio y agosto.
| Parámetros climáticos promedio de Yuquan (1971−2000) | Parámetros climáticos promedio de Yuquan (1971−2000) | Parámetros climáticos promedio de Yuquan (1971−2000) | Parámetros climáticos promedio de Yuquan (1971−2000) | Parámetros climáticos promedio de Yuquan (1971−2000) | Parámetros climáticos promedio de Yuquan (1971−2000) | Parámetros climáticos promedio de Yuquan (1971−2000) | Parámetros climáticos promedio de Yuquan (1971−2000) | Parámetros climáticos promedio de Yuquan (1971−2000) | Parámetros climáticos promedio de Yuquan (1971−2000) | Parámetros climáticos promedio de Yuquan (1971−2000) | Parámetros climáticos promedio de Yuquan (1971−2000) | Parámetros climáticos promedio de Yuquan (1971−2000) | Parámetros climáticos promedio de Yuquan (1971−2000) |
| Mes                                                  | Ene.                                                 | Feb.                                                 | Mar.                                                 | Abr.                                                 | May.                                                 | Jun.                                                 | Jul.                                                 | Ago.                                                 | Sep.                                                 | Oct.                                                 | Nov.                                                 | Dic.                                                 | Anual                                                |
| ---------------------------------------------------- | ---------------------------------------------------- | ---------------------------------------------------- | ---------------------------------------------------- | ---------------------------------------------------- | ---------------------------------------------------- | ---------------------------------------------------- | ---------------------------------------------------- | ---------------------------------------------------- | ---------------------------------------------------- | ---------------------------------------------------- | ---------------------------------------------------- | ---------------------------------------------------- | ---------------------------------------------------- |
| Temp. máx. media (°C)                                | −5.0                                                 | −0.4                                                 | 7.0                                                  | 16.3                                                 | 23.2                                                 | 27.3                                                 | 28.5                                                 | 26.4                                                 | 21.2                                                 | 14.1                                                 | 4.4                                                  | −3.2                                                 | 13.30                                                |
| Temp. mín. media (°C)                                | −16.8                                                | −12.8                                                | −5.5                                                 | 1.6                                                  | 8.2                                                  | 13.3                                                 | 16.4                                                 | 14.8                                                 | 8.3                                                  | 1.0                                                  | −7.0                                                 | −14.2                                                | 0.6                                                  |
| Precipitación total (mm)                             | 2.6                                                  | 5.2                                                  | 10.2                                                 | 13.5                                                 | 27.6                                                 | 47.2                                                 | 106.5                                                | 109.1                                                | 47.4                                                 | 20.7                                                 | 6.2                                                  | 1.8                                                  | 398.0                                                |
| Días de precipitaciones (≥ 0.1 mm)                   | 2.5                                                  | 2.8                                                  | 3.4                                                  | 3.7                                                  | 6.0                                                  | 8.9                                                  | 12.9                                                 | 12.7                                                 | 8.3                                                  | 4.5                                                  | 2.4                                                  | 1.8                                                  | 69.9                                                 |
| Horas de sol                                         | 180.7                                                | 198.3                                                | 245.5                                                | 268.6                                                | 294.5                                                | 291.3                                                | 264.9                                                | 255.2                                                | 252.1                                                | 244.8                                                | 195.3                                                | 171.0                                                | 2862.2                                               |
| Humedad relativa (%)                                 | 58                                                   | 52                                                   | 46                                                   | 37                                                   | 39                                                   | 47                                                   | 61                                                   | 66                                                   | 62                                                   | 59                                                   | 59                                                   | 59                                                   | 53.8                                                 |
| Fuente: Administración Meteorológica China           |                                                      |                                                      |                                                      |                                                      |                                                      |                                                      |                                                      |                                                      |                                                      |                                                      |                                                      |                                                      |                                                      |